# Mistrzostwa Europy w Boksie 1993
XXX Mistrzostwa Europy w Boksie (mężczyzn) odbyły się w dniach 6–12 września 1993 w Bursie (Turcja). Walczono w dwunastu kategoriach wagowych. Startowało 215 uczestników z 35 państw, w tym dziewięciu reprezentantów Polski.

## Medaliści

### Waga papierowa
| Złoto                  | Srebro            | Brąz                                            |
| ---------------------- | ----------------- | ----------------------------------------------- |
| Daniel Petrow Bułgaria | Pál Lakatos Węgry | Eduard Gajfulin Rosja · Mikko Mantere Finlandia |

### Waga musza
| Złoto                      | Srebro            | Brąz                                           |
| -------------------------- | ----------------- | ---------------------------------------------- |
| Rusen Huseinov Azerbejdżan | Rico Kubat Niemcy | Vladislav Nyman Izrael · Kadir Yildirim Turcja |

### Waga kogucia
| Złoto                      | Srebro             | Brąz                                            |
| -------------------------- | ------------------ | ----------------------------------------------- |
| Raimkul Małachbiekow Rosja | Robert Ciba Polska | Claudiu Cristache Rumunia · István Kovács Węgry |

### Waga piórkowa
| Złoto                    | Srebro               | Brąz                                            |
| ------------------------ | -------------------- | ----------------------------------------------- |
| Serafim Todorow Bułgaria | Ramaz Paliani Gruzja | Paul Griffin Irlandia · Wiaczesław Własow Rosja |

### Waga lekka
| Złoto                | Srebro                      | Brąz                                             |
| -------------------- | --------------------------- | ------------------------------------------------ |
| Jacek Bielski Polska | Tibor Rafael Czechosłowacja | Meszak Kazarjan Armenia · Paata Gwasalija Gruzja |

### Waga lekkopółśrednia
| Złoto                      | Srebro             | Brąz                                               |
| -------------------------- | ------------------ | -------------------------------------------------- |
| Nurhan Süleymanoğlu Turcja | Oktay Urkal Niemcy | Leonard Doroftei Rumunia · Armen Geworkjan Armenia |

### Waga półśrednia
| Złoto                         | Srebro            | Brąz                                            |
| ----------------------------- | ----------------- | ----------------------------------------------- |
| Vitalijus Karpačiauskas Litwa | Kenan Öner Turcja | Andreas Otto Niemcy · Michaił Sawiczew Białoruś |

### Waga lekkośrednia
| Złoto                   | Srebro                 | Brąz                                       |
| ----------------------- | ---------------------- | ------------------------------------------ |
| Francisc Vaştag Rumunia | Orhan Delibas Holandia | Husejn Kurbanow Rosja · Bert Schenk Niemcy |

### Waga średnia
| Złoto                  | Srebro                  | Brąz                                              |
| ---------------------- | ----------------------- | ------------------------------------------------- |
| Dirk Eigenbrodt Niemcy | Aleksandr Lebziak Rosja | Akın Kuloğlu Turcja · Ołeksandr Dawydenko Ukraina |

### Waga półciężka
| Złoto              | Srebro                 | Brąz                                            |
| ------------------ | ---------------------- | ----------------------------------------------- |
| Igor Kszynin Rosja | Sinan Şamil Sam Turcja | Sven Ottke Niemcy · Rostysław Zaułyczny Ukraina |

### Waga ciężka
| Złoto                   | Srebro                    | Brąz                                               |
| ----------------------- | ------------------------- | -------------------------------------------------- |
| Giorgi Kandelaki Gruzja | Don Diego Poeder Holandia | Jorgos Stefanopulos Grecja · Danny Williams Anglia |

### Waga superciężka
| Złoto                   | Srebro                | Brąz                                             |
| ----------------------- | --------------------- | ------------------------------------------------ |
| Swilen Rusinow Bułgaria | Zurab Sarsania Gruzja | Kevin McCormack Walia · Mika Kihlström Finlandia |

## Występy Polaków
- Rafał Niedbalski (waga papierowa) przegrał pierwszą walkę w eliminacjach z Pálem Lakatosem (Węgry)
- Robert Ciba (waga kogucia) wygrał w eliminacjach z Giuseppe Tengattinim (Włochy), w ćwierćfinale z Philippe Wartelle (Francja), w półfinale z Claudiu Cristache (Rumunia), a w finale przegrał z Raimkulem Małachbiekowem (Rosja) zdobywając srebrny medal
- Jacek Bielski (waga lekka) wygrał w eliminacjach z Zoltánem Kalocsaiem (Węgry) i Danielem Proschem (Niemcy), w ćwierćfinale z Genadijem Staruszenko (Białoruś), w półfinale z Paatą Gwasaliją (Gruzja) i w finale z Tiborem Rafaelem (Czechosłowacja) zdobywając złoty medal
- Dariusz Snarski (waga lekkopółśrednia) przegrał pierwszą walkę w eliminacjach z Noureddinem Moichi (Francja)
- Piotr Dreas (waga półśrednia) przegrał pierwszą walkę w eliminacjach z Vitalijusem Karpačiauskasem (Litwa)
- Józef Gilewski (waga lekkośrednia) przegrał pierwszą walkę w eliminacjach z Bertem Schenkiem (Niemcy
- Wojciech Bartnik (waga półciężka) przegrał pierwszą walkę w eliminacjach z Rostisławem Zaulicznym (Ukraina)
- Krzysztof Rojek (waga ciężka) wygrał w eliminacjach z Miroslavem Klopanoviciem (Serbia i Czarnogóra), a w ćwierćfinale przegrał z Donem Diego Poederem (Holandia)
- Piotr Jurczyk (waga superciężka) przegrał pierwszą walkę w eliminacjach ze Swilenem Rusinowem (Bułgaria)